# إدغار كورتيز
إدغار كورتيز (بالإسبانية: Edgar Cortez) هو منافس ألعاب قوى نيكاراغوي، ولد في 10 أغسطس 1989 في Santa Teresa, Nicaragua ‏ في نيكاراغوا.

## وصلات خارجية
- إدغار كورتيز على موقع الاتحاد الدولي لألعاب القوى (الإنجليزية)
- إدغار كورتيز على موقع أوليمبيديا (الإنجليزية)